# De zoon van de berejager
 De zoon van de berejager  is een  bundel van twee vertaalde roman uit het Duits van Karl May met als titels: De held van de Rocky Mountains en De wreker van de Llano Estacado. 
Het is het derde  deel van de serie dat zich afspeelt in de Verenigde Staten na 1872. Het boek bestaat uit twee afzonderlijke verhalen. Het wordt verteld door een anonieme verteller en werd in Duitsland oorspronkelijk uitgegeven als een boek voor de jeugd.

## Verhaal

### De held van deRocky Mountains
De anonieme verteller begint met de introductie van het merkwaardige duo Lange Davy en Dikke Jemmy. Onderweg bevrijden ze de Indiaan Wokadeh uit handen van paardendieven. De Indiaan was onderweg naar de zoon van de berenjager, Martin Baumann. Laatstgenoemde en zijn begeleider Hobble Frank ontmoeten ze toevallig, omdat juist hun paarden gestolen waren. Ze nemen de uitnodiging aan om mee te rijden naar de blokhut.
In de blokhut aangekomen,  vertelt Wokadeh dat ‘De berenjager’ gevangen is genomen door de Slang-Indianen, de Sioux-Ogellalla’s. De bedoeling is dat hij binnen een maand op het graf van het door Old Shatterhand gedode  opperhoofd Petha-Shitsha als compensatie wordt doodgemarteld. In de blokhut maken ze ook kennis met de zwarte huisbediende, Bob. Martin vertelt hoe zijn moeder en zusje Lucy zijn verslonden door een grizzlybeer en dat hij destijds als zesjarig jochie op het nippertje door zijn vader is gered.
Het zestal besluit eensgezind de blokhut achter te laten en zich op de redding van vader Baumann te storten. Onderweg vinden ze twee nieuwe aanvoerders in Winnetou en Old Shatterhand, die gaarne bereid zijn de berenjager te bevrijden.  Deze twee beroemde westmannen demonstreren noodgedwongen het knieschot waarbij twee Indianen die hen beluisteren de dood vinden. Toch weten ze twee vijandig gezinde Indianenstammen te overmeesteren en vervolgens aan hun zijde te krijgen. Het betreft de Shoshones en de Upsarokas, die op laffe wijze door de Sioux van hun medicijnbuidel  zijn beroofd. Onderweg schiet Martin zijn eerste grizzly.
De lezer krijgt vervolgens een beschrijving van de vooruitziende blik van het Congres in Washington toen op 1 maart 1872 de Yellowstone National Park- wet werd aangenomen.
Bij de eindstrijd rond de geisers van het Yellowstone Park sneuvelt het stamhoofd Zwarte Mocassin van de Sioux. In een tweegevecht met Martin Baumann valt hij in een geiser. De berenjager en zijn metgezellen zijn dan al bevrijd. Na de dood van het stamhoofd sluiten alle stammen vrede, nadat de Upsarokas hun medicijnbuidels hebben teruggekregen.

### De wreker van de Llano Estacado
De titel van dit tweede verhaal slaat op de jongeman Bloody Fox. Hij wordt zo genoemd omdat op achtjarige leeftijd zijn ouders, broers en zusters door bandieten zijn vermoord in de Llano Estacado. De achtjarige jongen werd opgelapt met een gat in zijn voorhoofd en op Helmers Home opgevangen. Eigenaar John Helmers drijft aldaar met zijn vrouw Barbara een boerderij, annex herberg met een winkeltje aan de rand van de verraderlijke woestijn.
Het toeval wil dat de hoofdrolspelers van het eerste verhaal besloten hebben in wisselende gezelschappen elkaar te ontmoeten bij John Helmer. Lange Davy en Dikke Jemmy stuiten onderweg op de jonge indiaan IJzerhart, de zoon van het beroemde Comanche-opperhoofd Vuurster, die door paardendieven is gedood. De paardendieven blijken deel uit te maken van een groep misdadigers, de Llano-gieren, die reizigers in de woestijn doelbewust laten verdwalen, verdorsten en zo laten omkomen. Ze doen dit door richtingaanwijzers, staken, te verplaatsen.
Op Helmers Home meldt zich ook ene Tobias Prescott Burton, die zich later ontpopt als de leider van de LLano-gieren, met wie menig westman nog een rekening heeft te vereffenen. Hij staat ook bekend als stealing-Fox en liet zich ook Weller noemen. Een plotseling opstekende tornado zorgt bijna voor dodelijke slachtoffers en laat een verbijsterende luchtspiegeling zien. De geest van de Llano achtervolgt een ruiter en schiet hem dood.
Bloody Fox heeft een klein huisje bij een waterbron in de Llano Estacado waar hij woont met een zwarte huishoudster uit Tennessee Sanna. Laatstgenoemde heeft een fotootje van haar zoontje Bob, die op jonge leeftijd van haar is afgenomen. Terwijl Bloody Fox erop uittrekt om een grote groep emigranten van water te voorzien, bereiden Old Shatterhand en Winnetou met een groep Comanches en de andere bekende westmannen de laatste veldslag met de Llano-gieren voor. Bloody Fox heeft al 26 misdadigers gedood middels een schot in het voorhoofd en in deze episode doodt hij er nog meer. Maar de moordenaar van zijn familie, stealing-Fox, ontsnapt aan zijn wraak door achtervolgd zijn nek te breken. De kolonisten worden van de dorst gered doordat Old Shatterhand regen maakt door de cactusvelden in brand te steken, waardoor er zware regenbuien ontstaan. Maar de schuilplaats van Bloody-Fox is na het gevecht met de Llano-gieren, die allen worden uitgemoord, aan heel veel cowboys en indianen bekend. Pleister op de wonde is dan Sanna haar verloren zoon Bob, die duizenden kilometers noordelijker leefde bij vader en zoon Baumann, in haar armen kan sluiten.